# 各務原市立那加第一小学校
各務原市立那加第一小学校（かかみがはらしりつ なかだいいちしょうがっこう）は、岐阜県各務原市那加手力町にある公立小学校。

## 概要
- 各務原市那加地区の小学校の一つである。
- 通学区域（自治会名による）は、新加納町第1、新加納町第2、新加納町第3、新加納町第4、新加納町第5、浜見町第一、浜見町第二、新田町、那加の台、長塚町、山後町、岩地町、桐野町、西市場町、サニーハイツ、北洞町（5班～8班）、前野町、野畑町、ビレッジハウス各務原、金属団地共同宿舎、琴が丘、ナビステージ那加であり[1]、公立中学校の場合の進学先は各務原市立那加中学校である[2]。
- 2025年4月時点の児童数は895人。各務原市内の小学校では最も児童数は多い。

## 沿革
- 1873年（明治6年）4月 - 各務郡長塚村、新加納村、岩地村、山後村、桐野村、前野村の7ヶ村が共同で洗心舎を創立。長塚村の大願寺[注釈 1]を仮校舎とする。
- 1874年（明治7年） -
  - 手力雄神社の舞台を仮校舎とするが、火災のため再び大願寺を仮校舎とし、さらに民家を仮校舎とする。
  - 新加納村が離脱し、新加納小学校を開校する。法光寺[注釈 2]を仮校舎とする。
- 1875年（明治8年）1月 - 北洞村と前野村が合併し、前洞村となる。旧・前野村は洗心舎校区だが、旧・北洞村は推循学校校区であった。
- 1878年（明治11年） - 洗心舎が各務郡西市場村字庚申塚に校舎を新築し移転。西市場村が校区に加わる。洗心小学校に改称する。
- 1879年（明治12年） - 前洞村が前野小学校を開校。洗心小学校、推循学校から離脱。
- 1882年（明治15年） - 新加納小学校が廃校。長塚村が新加納村と共同で、長塚村狐墳に長新小学校を開校し、離脱する。
- 1886年（明治19年）8月 - 洗心小学校が洗心簡易科小学校、前野小学校が前野簡易科小学校、長新小学校が長新簡易科小学校に改称する。
- 1889年（明治22年）
  - 7月1日 - 西市場村、更木新田、桐野村、岩地村、山後村、長塚村、前洞村、影野新田、新加納村が合併し、那加村が発足。
  - 10月 - 洗心簡易科小学校が西市場尋常小学校、前野簡易科小学校が前洞尋常小学校、長新簡易科小学校が長塚尋常小学校に改称する。
- 1893年（明治26年）10月 - 那加村議会で西市場尋常小学校、長塚尋常小学校、前洞尋常小学校の統合が議決される。
- 1896年（明治29年） - 各務郡が厚見郡、方県郡の一部が合併し、稲葉郡となる。
- 1897年（明治30年） - 西市場尋常小学校、前洞尋常小学校、長塚尋常小学校が合併し、那加尋常小学校に改称する。那加村入会地山日向[注釈 3]に校舎が完成。
- 1898年（明治31年）10月31日 - 補習科を設置。
- 1901年（明治34年）
  - 3月31日 - 補習科を廃止。
  - 3月31日 - 高等科を設置し、那加尋常高等小学校に改称する。
- 1903年（明治36年） - 那加村立裁縫学校を併設する。
- 1908年（明治41年） - 那加村立裁縫学校を廃止する。校舎を増築する。
- 1909年（明治42年） - 那加村立裁縫補習学校を併設する。
- 1910年（明治43年）7月18日 - 校舎を新築する。
- 1912年（大正元年）9月23日 - 暴風雨により校舎が損壊する。
- 1913年（大正2年）3月 - 損壊箇所を復旧。改築する。
- 1914年（大正3年） - 那加村立実業補習学校を併設する。1897年完成の校舎を解体し、その部材で校舎を増築する。
- 1916年（大正5年） - 那加村立実業補習学校を那加村立那加農業裁縫補習学校に改称し、那加村立裁縫補習学校を廃止する。
- 1921年（大正10年） - 那加村立那加農業裁縫補習学校を那加農業補習学校に改称する。
- 1926年（大正15年） - 校舎を増築する。
- 1928年（昭和3年） - 那加尋常小学校が岐阜県実業教員養成所（岐阜高等農林学校に併設されていた教員養成所。後の岐阜青年師範学校、現岐阜大学教育学部）代用付属校に指定される。
- 1930年（昭和5年）12月 - 校舎を増築する。講堂が完成。
- 1935年（昭和10年）
  - 3月 - 校舎を新築する。
  - 4月 - 那加町立農業商業青年学校を併設する。
- 1937年（昭和12年）3月27日 - 川崎航空機工業各務原分工場の社宅が完成したことにより人口が増加したことにより、那加村議会で分教場の設置が議決される。
- 1938年（昭和13年）4月4日 - 高山本線那加駅付近に、駅前分教場を開設する。
- 1940年（昭和15年）
  - 2月11日 - 那加村が町制施行。那加町となる。
  - 4月 - 駅前分教場が分離独立し、那加第二尋常小学校となる。
  - 7月 - 1910年建築の校舎を那加第二尋常小学校に移築。
  - 12月 - 特別教室が完成。
- 1941年（昭和16年）4月1日 - 那加第一国民学校に改称する。岐阜県実業教員養成所代用付属校の指定が解除される。
- 1945年（昭和20年） - 併設の那加町立農業商業青年学校を廃止。独立校として稲葉郡中部青年学校を設立する（1947年廃止）。
- 1947年（昭和22年）4月1日 - 那加町立那加第一小学校に改称する。校舎のうち第一舎、第二舎を使用し那加町立那加中学校が開校。
- 1949年（昭和24年） - 那加中学校が新築移転。
- 1952年（昭和27年）7月1日 - 岐阜県立稲葉高等学校が開校。那加第一小学校の第一舎、第二舎を稲葉高等学校に譲渡する。那加第一小学校の校舎は第三舎、第四舎、第五舎を使用。
- 1963年（昭和38年）4月1日 - 稲葉郡那加町、蘇原町、鵜沼町、稲羽町が合併し、各務原市になる。同時に各務原市立那加第一小学校に改称する。
- 1964年～1966年（昭和39年～41年） - 新校舎が完成する。
- 1976年（昭和51年） - 各務原市立尾崎小学校を分離する。
- 1991年～1992年（平成3年～4年） - 校舎を改修する。
- 2002年（平成14年） - 新体育館が完成する。
- 2007年（平成19年） - 教室不足のため、旧・岐阜県立岐阜女子商業高等学校の校舎の1階を6年生の教室にあてる。
- 2008年（平成20年） - 旧岐阜女子商業高等学校グラウンドを整備し、西運動場とする。
- 2011年（平成23年） - 各務原市桜体育館が学校施設となる。

## 交通機関

### 鉄道
- JR高山本線

「那加駅」より徒歩20分
- 名鉄各務原線

「新加納駅」より徒歩15分
「新那加駅」より徒歩20分

### バス
- 各務原市ふれあいバス 那加線

「石山町」バス停より徒歩2分
- 岐阜バスコミュニティ 岐阜各務原線

JR岐阜駅バスターミナル（岐阜駅北）13番のりば、名鉄岐阜のりば（名鉄岐阜駅西）6番のりばより「各務西町営業所」行き、「石山町」バス停より徒歩2分

## 学校周辺
- 更木陣屋
- 手力雄神社 (各務原市)

## その他
- 那加第一小学校の旧校舎（木造）は、1897年（明治30年）に新築された後、児童数増加に伴い、1908年（明治41年）、1914年（大正3年）、1925年（大正14年）、1930年（昭和5年）、1935年（昭和10年）に増築されたが、東西に長く増築されていったため、その長さは約300メートルに達し、「日本一長い校舎」と呼ばれていた[3]。